# Plac Michaiła Kalinina w Mińsku
Plac Michaiła Kalinina (biał. Пло́шча Міхаіла Калі́ніна) – plac w Mińsku, położony na przecięciu Prospektu Niepodległości z ul. Michaiła Kalinina i zaułkiem Kuźmy Czornego. Nazwa placu upamiętnia radzieckiego polityka Michaiła Kalinina. Na placu znajduje sięrównież jego pomnik, odsłonięty w 1978, a także wejście do Centralnego Ogrodu Botanicznego Narodowej Akademii Nauk Białorusi. Szereg obiektów znajdujących się na placu, w tym dom mieszkalny za pomnikiem i łuk wejściowy do ogrodu botanicznego projektował architekt Gieorgij Sysojew.

## Historia
W 2010 grupa działaczy białoruskich wystosowała oficjalny list w sprawie konieczności zdemontowania pomnika Kalinina i usunięcia jego nazwiska z ulic w mieście, z uwagi za współodpowiedzialność polityka za represje stalinowskie. Władze miasta nie poparły tej decyzji.